# Kristy Kowal
Kristina Ann "Kristy" Kowal, född 9 oktober 1978 i Reading i Pennsylvania, är en amerikansk före detta simmare.
Kowal blev olympisk silvermedaljör på 200 meter bröstsim vid sommarspelen 2000 i Sydney.